# San Andreas (romanzo)
San Andreas è un romanzo scritto da Alistair MacLean, autore anche di I cannoni di Navarone, Dove osano le aquile e Forza 10 da Navarone.

## Trama

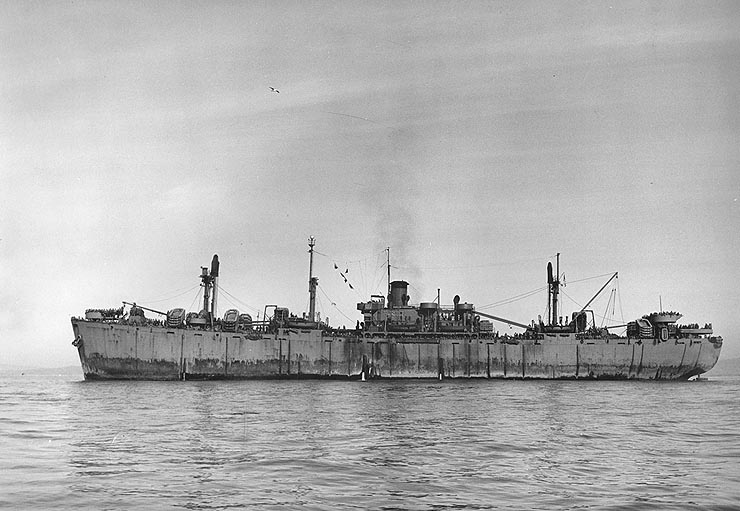
La USS Carlos Carrillo, a S.Francisco nel 1945, una nave Liberty come la immaginaria San Andreas protagonista del romanzo

Sulla San Andreas, nave ospedale in navigazione da Murmansk ad Aberdeen attraverso il mar di Norvegia durante la Seconda guerra mondiale, quello che sembra un banale guasto ai motori diventa l'inizio di un incubo. Dapprima la nave viene attaccata da un Focke-Wulf Fw 200 Condor con bombe di piccolo calibro che danneggiano la nave nella sovrastruttura di comando ma non nei motori, poi un attacco di aerosiluranti affonda la fregata Andover di scorta, che nel frattempo aveva abbattuto il Condor. Una scialuppa raccoglie i superstiti di entrambi i mezzi, tra cui il pilota del Condor, tedesco di madre inglese.
Inizia una serie impressionante di sabotaggi ed omicidi con lo scopo di costringere la nave ad essere abbordata e rimorchiata in un porto in mano tedesca. Ma il nostromo, McKinnock, originario delle isole Shetland, insieme all'equipaggio superstite, dà il via ad una serrata caccia alla spia, definita inizialmente "furbacchione", che fino alla fine ne rivelerà ben quattro a bordo, tutte con lo scopo di impedire l'arrivo della nave in Inghilterra. Poi la nave viene affiancata da un U-Boot che le intima di fermarsi e lasciarsi abbordare, ma viene speronato ed affondato dalla reazione del nostromo che ne aveva previsto l'azione. A causa delle cannonate sparate dall'U-Boot viene ucciso il primo "furbacchione", il dottor Singh, medico pakistano al servizio del nemico, mentre usava un trasmettitore nascosto in un kit medico di emergenza. Ma i sabotaggi e le aggressioni continuano, lasciando una traccia che porta agli altri sabotatori. Uno di essi è un malato imbarcatosi a Murmansk nelle vesti di un sottufficiale silurista della Royal Navy, ma McKinnock, ex sottufficiale sommergibilista pluridecorato, lo smaschera.
Nel frattempo la nave, già danneggiata dallo speronamento e dai colpi incassati, è di nuovo pedinata dai Condor e da un altro U-Boot. Ma scoperto il secondo trasmettitore, mimetizzato nei resti della sala radio, l'equipaggio organizza un piano. La nave dirige su una rotta verso Aberdeen, ma accostando gradatamente verso le Shetland, in modo da potersi rifugiare a Scapa Flow o in un altro porto amico più vicino. A poche decine di miglia dalla costa, il delirio del comandante dell'U-Boot affondato, che continua a ripetere la parola Edinburgh, mette il nostromo sulla strada giusta: non è la città, ma l'incrociatore affondato con venti milioni di sterline a bordo, pagamento da parte dei russi degli aiuti britannici di guerra.
La nave è quindi carica di oro, motivo del perché non è stata affondata ma ne è stato tentato il dirottamento; il segreto è uscito dai piani alti del governo. Ma alla fine, nonostante l'ulteriore attacco di un altro Condor, depistano l'U-Boot che li pedina disattivando la trasmittente mentre il FW200 viene abbattuto da una coppia di Hurricane, una fregata li scorta allontanando l'U-Boot, e la San Andreas entra nel porto di casa di McKinnon.

## Riferimenti

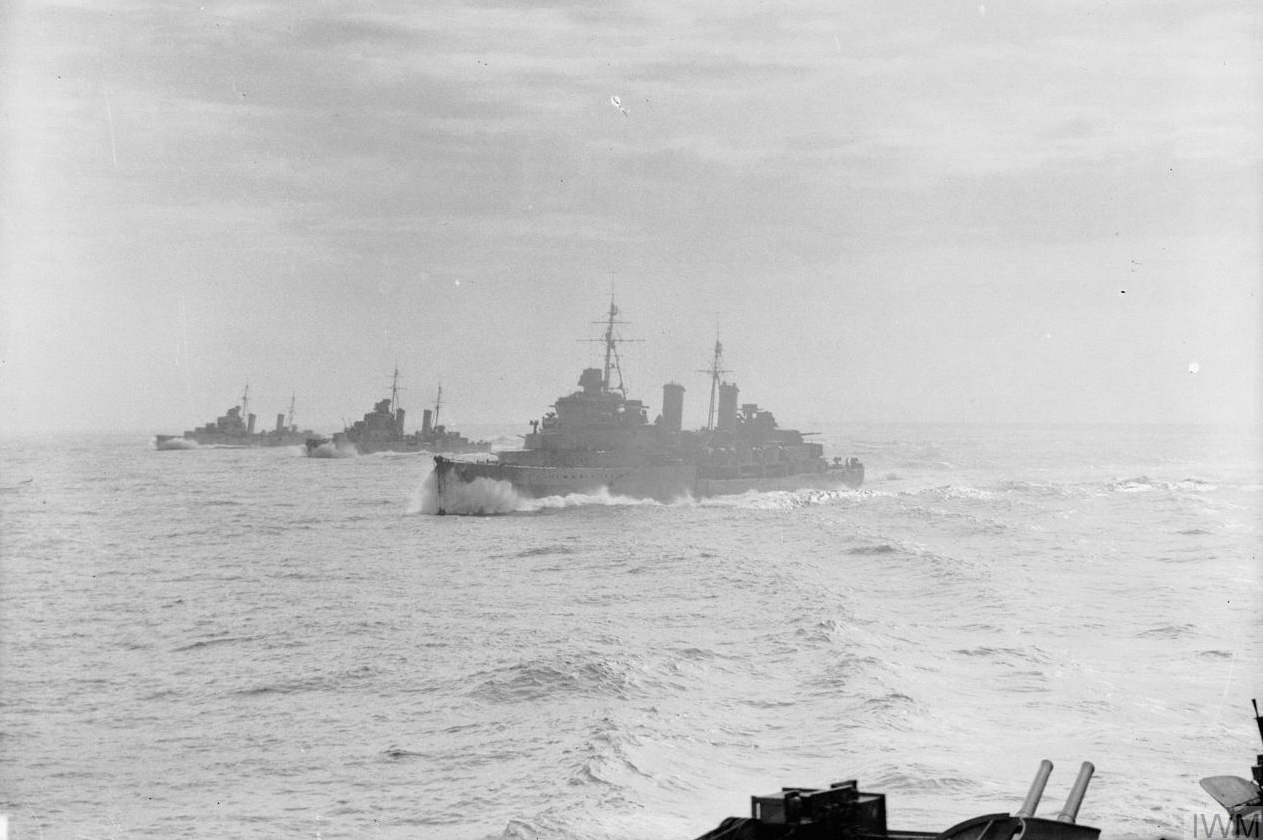
Gli incrociatori HMS Edinburgh, HMS Hermione, ed HMS Euryalus, navigano scaglionati durante la scorta ad un convoglio, come parte della Operazione Halberd.

Come indicato nella prefazione, molti fatti descritti nel libro sono veri, dalle condizioni nelle quali vivevano i marinai britannici negli anni tra le due guerre mondiali, alla descrizione delle navi Liberty e degli aerei tedeschi Focke-Wulf Fw 200 Condor. Vero è anche l'episodio dell'incrociatore britannico Edinburgh, cui il libro fa riferimento, che affondò trasportando 4.750 kg di lingotti d'oro, recuperati in una complessa operazione solo nel 1981.

## Edizioni
- Alistair MacLean, San Andreas, traduzione di Giuseppe Settanni, collana BUR, Rizzoli, 1988,  p. 322.